# Банкрофт, Джордж
Джордж Ба́нкрофт (англ. George Bancroft; 3 октября 1800 — 17 января 1891) — американский историк и дипломат.

## Биография

### Ранние годы
Джордж Банкрофт родился в Вустере (штат Массачусетс); сын также известного своей литературной деятельностью проповедника Аарона Банкрофта, первого президента Американской унитарианской ассоциации; поступил в Гарвард в возрасте 13 лет и окончил его в 1817 году. В 1818 году отправился в Германию, где слушал лекции в Гёттингенском университете; в 1820 году получил диплом доктора философии и в 1821 году предпринял путешествие по Германии, Франции, Швейцарии и Италии, во время которого посетил Гёте в Веймаре.
После восьмимесячного пребывания в Италии Банкрофт возвратился через Марсель в Америку. Здесь он занял место преподавателя греческого языка в Гарвардском университете, но вскоре после того вместе с Когзвеллем основал в 1823 году в Нортгемптоне Рундгилльскую школу. Около этого времени он напечатал перевод сочинения Геерена «Мысли о политике, сообщениях и торговле главнейших народов Старого Света». Спустя, однако, несколько лет он оставил своё училище, чтобы отдаться исключительно истории Соединённых Штатов.

### Политическая деятельность
В политической своей деятельности он присоединился к Демократической партии. В награду за это он в 1838 году получил от президента Ван-Бюрена важную должность главного таможенного директора (Collector of Customs) в Бостонской гавани. Полк, занявший место президента республики в 1845 году, назначил Банкрофта морским министром, и в этой должности он сделался основателем обсерватории в Вашингтоне и морского училища в Аннаполисе (штат Мэриленд). Осенью 1846 года Полк отправил его в качестве чрезвычайного посла и полномочного министра в Англию, где тот пробыл до 1849 года.
Своим пребыванием в Лондоне Банкрофт воспользовался для тщательного обследования архивных источников по истории Америки и особенно Американской революции. Из Лондона он неоднократно ездил в Париж, где при содействии Гизо, Минье и Токвиля продолжал свои исследования в архивах, отыскав в них богатые материалы. С 1850 года жил в Нью-Йорке, а летом — в приморском городе Ньюпорте, занимаясь исключительно окончанием своей «History of the United States» (части 1—10, Бостон, 1834—1874; немецкий перевод Кретчмара и Бартельса, Лейпциг, 1845—1875; французский Гамона — Париж, 1861—1862). В мае 1867 года президент Джонсон назначил его посланником при прусском дворе и Северогерманском союзе. При посредничестве Банкрофта был заключен 22 февраля 1868 года между Соединёнными Штатами и Северогерманским союзом договор, которым установлены правила, касающиеся подданства эмигрантов. Летом следующего года по поручению своего правительства он заключил такие же договоры с Баварией, Вюртембергом, Баденом и Гессеном. По восстановлении Германской империи Банкрофт оставался на своем посту до 1 июля 1874 года, затем возвратился в отечество и с тех пор жил в Вашингтоне.
В конце XIX — начале XX века на страницах Энциклопедического словаря Брокгауза и Ефрона было сказано, что Банкрофту принадлежит первое место в ряду писателей, занимавшихся в XIX веке историей Америки.
Написанная им история Соединённых Штатов является зрелым плодом всей литературной его деятельности; описание событий доведено в ней до конца Войны за независимость в 1782 году. Продолжением его служит сочинение «History of the formation of the constitution of the United States» (1882, 2 тома); юбилейное издание его истории Штатов в шести томах вышло в 1876 году по случаю празднования столетней годовщины независимости Соединённых Штатов. Кроме того, им написаны: «Literary and historical miscellanies» (1855); «History of the colonisation of the United States» (1882).